# Danais sulcata
Danais sulcata är en måreväxtart som beskrevs av Christiaan Hendrik Persoon. Danais sulcata ingår i släktet Danais och familjen måreväxter. Inga underarter finns listade i Catalogue of Life.